# Aletta van Manen
Aletta van Manen   (Wageningen, 20 d'octubre de 1958) és una jugadora d'hoquei sobre herba neerlandesa, ja retirada, que va competir durant les dècades de 1970 i 1980.
El 1984 va prendre part en els Jocs Olímpics d'Estiu de Los Angeles, on guanyà la medalla d'or en la competició d'hoquei sobre herba. Quatre anys més tard, als Jocs de Seül, guanyà la medalla de bronze en la mateixa prova. En el seu palmarès també destaquen dues medalles d'or a la Copa del món d'hoquei sobre herba, una d'or al Champions Trophy i dues d'or al Campionat d'Europa. Entre 1983 i 1988 disputà 81 partits amb la selecció neerlandesa.
A nivell de clubs jugà al HC Wageningen i al HGC.